# You Were Meant for Me
You Were Meant for Me é um filme norte-americano de 1948, do gênero musical, lançado pela 20th Century Fox, dirigido por Lloyd Bacon, e estrelado por Dan Dailey e Jeanne Crain. Marilyn Monroe trabalhou no filme como figurante. O filme inclui performances das canções "You Were Meant for Me", "I'll Get By (As Long As I Have You)", e "Ain't Misbehavin'".

## Enredo
Chuck Arnold (Dan Dailey) é um líder de banda durante a década de 1920. Ele conhece sua conterrânea, Peggy Mayhew (Jeanne Crain), uma roteirista melindrosa, em uma das apresentações da banda e no dia seguinte eles se casam. Embora ela o ame, a vida na estrada torna-se cada vez mais difícil para ela, e, eventualmente, com a chegada da Grande Depressão, em 1929, ela se cansa e retorna para o interior. Incapaz de conseguir agendar novas apresentações, Chuck logo se junta a ela e traz com ele Oscar Hoffman (Oscar Levant) seu amargo e cínico empresário. Chuck acha a vida no campo um enorme tédio e assim vai para a cidade grande para tentar conseguir fortuna. Felizmente, desta vez, ele obtém sucesso e o resultado é uma enorme felicidade.

## Elenco
- Jeanne Crain como Peggy Mayhew
- Dan Dailey como Chuck Arnold
- Oscar Levant como Oscar Hoffman
- Barbara Lawrence como Louise Crane
- Selena Royle como Sra. Cora Mayhew
- Percy Kilbride como Sr. Andrew Mayhew
- Herbert Anderson como Eddie
- Marilyn Monroe como Dama de companhia

## Canções
| Canção                      | Música                                          | Letra                                           |
| --------------------------- | ----------------------------------------------- | ----------------------------------------------- |
| "Concerto in F"             | George Gershwin                                 | -                                               |
| "Happy Days Are Here Again" | Milton Ager                                     | Jack Yellen                                     |
| "Lilacs in the Rain"        | Peter De Rose                                   | -                                               |
| "You Were Meant for Me"     | Nacio Herb Brown                                | Arthur Freed                                    |
| "If I Had You"              | Ted Shapiro, Jimmy Campbell e Reginald Connelly | Ted Shapiro, Jimmy Campbell e Reginald Connelly |
| "Can't Sleep a Wink"        | Charles Henderson                               | Charles Henderson                               |
| "Crazy Rhythm"              | Joseph Meyer e Roger Wolfe Kahn                 | Irving Caesar                                   |
| "I'll Get By"               | Fred E. Ahlert                                  | Roy Turk                                        |
| "Good Night, Sweetheart"    | Ray Noble, Jimmy Campbell e Reginald Connelly   | Ray Noble, Jimmy Campbell e Reginald Connelly   |
| "Ain't Misbehavin'"         | Fats Waller e Harry Brooks                      | Andy Razaf                                      |
| "Ain't She Sweet?"          | Milton Ager                                     | Jack Yellen                                     |